# Elizabeta Samara
Elizabeta Samara (Constanța, 15 april 1989) is een Roemeense linkshandige tafeltennisspeelster. Ze werd in 2009 Europees kampioene dubbelspel samen met haar landgenote Daniela Dodean. Vier jaar daarvoor won ze al eens de Europese titel voor landenteams met de nationale vrouwenploeg van Roemenië.

## Carrière
Samara debuteerde op het Duitsland Open 2004 op de ITTF Pro Tour en daarmee in het internationale seniorencircuit. Ze vertegenwoordigde haar geboorteland een jaar later voor het eerst op een EK en in 2006 voor het eerst op een WK. Twee jaar later speelde ze voor Roemenië op de Olympische Zomerspelen 2008.
Samara bereikte haar hoogste positie op de ITTF-wereldranglijst in mei 2010, toen ze daarop 26e stond.

## Belangrijkste resultaten
- Europees kampioene dubbelspel 2009 (met Daniela Dodean)
- Europees Kampioen landenploegen 2005 (Met Roemenië)
- Laatste zestien Europese kampioenschappen enkelspel 2008
- Vijfde plaats Europa Top-12 2009
- Laatste zestien wereldkampioenschappen tafeltennis 2007 enkelspel
- Laatste zestien wereldkampioenschappen tafeltennis 2007 dubbelspel
- Laatste 64 Olympische Zomerspelen 2008
- Europees jeugdkampioen enkelspel 2007 (junioren)
- Europees jeugdkampioen dubbelspel cadetten 2003 (met Galia Dvorak) en 2004 (met Margaryta Pesotska)
- Europees jeugdkampioen dubbelspel junioren 2005 en 2007 (categorie junioren)

ITTF Pro Tour:
Enkelspel:
Dubbelspel:
- Halve finale ITTF Pro Tour Grand Finals 2008 (met Daniela Dodean)
- Winnares Polen Open 2008 (met Daniela Dodean)
- Finale Europees Kampioenschap 2011 (met Daniela Dodean)